# Paraselliguea leucophora
Paraselliguea leucophora är en stensöteväxtart som först beskrevs av John Gilbert Baker och som fick sitt nu gällande namn av Peter Hans Hovenkamp.
Paraselliguea leucophora ingår i släktet Paraselliguea och familjen Polypodiaceae. Inga underarter finns listade i Catalogue of Life.